# Zdobycie Lüshun
Zdobycie Lüshun – operacja zbrojna przeciw najważniejszej bazie floty Beiyang, Lüshunkou (Port Artur) w prowincji Liaoning w północno-wschodnich Chinach, w trakcie trwania wojny chińsko-japońskiej. Mimo potężnych umocnień twierdzy, szturm zakończył się szybkim zwycięstwem Japończyków, co umożliwiło im rozwinięcie działań w Mandżurii.

## Preludium – bitwa o Jinzhou
Uzyskawszy panowanie na morzu w wyniku bitwy u ujścia Jalu, Japończycy bez kłopotów przewieźli oddziały 2. Armii i 24 października 1894 wysadzili je w porcie Hayankou na półwyspie Liaodong, skąd mogli rozwinąć działania przeciw kluczowej chińskiej bazie morskiej, jaką był Lüshun. Decydujące dla zdobycia twierdzy było opanowanie warownego miasta Jinzhou i wzgórz wokół niego, które broniły najwęższego przesmyku na półwyspie.
Po lądowaniu marszałek Oyama przez 10 dni zbierał siły, nim rozpoczął działania. Po wstępnych bojach 4 i 5 listopada, rankiem 6 listopada japońska artyleria otworzyła silny ogień na miasto Jinzhou. W ciągu godziny udało się jej uciszyć działa chińskie; saperzy wysadzili jedną z bram miasta, wziętego następnie szturmem przez japońską piechotę.

## Atak na Dalian
8 listopada Japończycy szybkim marszem zaskoczyli oddziały chińskie i z pomocą floty zdobyli Dalian. Szybkość ataku nie pozwoliła obrońcom zniszczyć zapasów sprzętu i amunicji (ocenianych na 129 dział z 2,5 mln sztuk amunicji i 621 karabiny z ponad 33 mln nabojów), które armia japońska natychmiast wykorzystała przeciw twierdzy lüshuńskiej. W ręce napastników miały też wpaść plany pól minowych wokół twierdzy.

## Szturm Lüshun (Port Artura)
Lüshun był kluczowym, niezamarzającym portem zabezpieczającym północne wybrzeża Zatoka Bohai i ze względu na swe strategiczne położenie został wybrany na główną bazę Floty Beiyang. W tym celu, począwszy od 1881, wybudowano stocznię remontową z wielkim suchym dokiem przeznaczonym do obsługi pancerników typu Dingyuan. Tę strategiczną bazę osłonięto pasem fortów, rozmieszczonych na okolicznych wzgórzach. Fortyfikacje, zaplanowane przez majora von Hannekena uważane były za nie do zdobycia.
21 listopada, po godzinnym przygotowaniu artyleryjskim piechota japońska wzięła szturmem trzy forty na wzgórzach na zachód od twierdzy. Następnie uderzyła na potężne umocnienia na Songshushan – tu pomogło im szczęśliwe trafienie w chiński magazyn amunicyjny. Kolejne uderzenie, skierowane na wzgórza Erlongshan i Jiguangshan, zakończyło się zdobyciem dalszych siedmiu redut. W południe w rękach napastników była znaczna część zewnętrznego pierścienia twierdzy.
Następnym celem były nadmorskie forty, których działa nie mogły być skierowane w głąb lądu, i które, po opanowaniu fortów na wzgórzach, były stosunkowo łatwym celem. Do godziny 16.00 Japończycy opanowali dziewięć z nich, z 60 działami (w poprzednio opanowanych zdobyli kolejnych 50).
Tego samego dnia na Jinzhou uderzył śpieszący z odsieczą gen. Song z oddziałami zebranymi w południowej Mandżurii, ale został odparty z wielkimi stratami. W Lüshun Japończykom do wzięcia pozostały umocnienia twierdzy wewnętrznej, które postanowiono zaatakować następnego dnia. Okazało się to zbędne, ponieważ w nocy obrońcy je opuścili.
W mieście atakujące oddziały miały dopuścić się masakry – choć pierwotne doniesienia okazały się przesadzone, prawdopodobnie 2-3 tys. ludzi zginęło, zabitych w odwecie za japońskich jeńców, pomordowanych przez oddziały chińskie. Masakra w Port Arturze odbiła się szerokim echem na arenie międzynarodowej i osłabiła japońską pozycję negocjacyjną podczas rokowań pokojowych.